# Trifolium breweri
Trifolium breweri är en ärtväxtart som beskrevs av Sereno Watson. Trifolium breweri ingår i släktet klövrar, och familjen ärtväxter. Inga underarter finns listade i Catalogue of Life.